# Squartatore di Lisbona
Lo Squartatore di Lisbona  (Portoghese: O Estripador de Lisboa) è stato un serial killer che, tra il 1992 e il 1993, uccise tre prostitute a Lisbona, in Portogallo. Si sospetta abbia ucciso due prostitute nel 1990, che aumenterebbe a 3 anni il periodo degli omicidi.

## Crimini
La prima vittima fu Maria Valentina, soprannominata "Tina", di 22 anni, ritrovata la mattina del 31 luglio 1992 dietro un capannone a Póvoa de Santo Adrião. Era stata strangolata, sventrata, accoltellata più volte su petto e pancia e alcuni organi interni erano stati rimossi: le mancavano infatti cuore, parti del fegato, intestino e vagina.
La seconda vittima, Maria Fernanda, di 24 anni, fu ritrovata il 27 gennaio 1993 in un grande capannone a Entrecampos, da alcuni operai. Anche lei era stata strangolata e le era stata asportata la vagina, e oltre a mancarle gli stessi organi interni della prima vittima, le erano stati tagliati i seni.
La terza e ultima vittima fu Maria João, 27 anni, trovata il 15 marzo 1993, a un centinaio di metri dal luogo dove fu ritrovata Maria Valentina. Come le precedenti vittime era stata sventrata, ma stavolta le erano stati asportati quasi tutti gli organi interni.
Tutte le vittime erano giovani ragazze dai capelli castani chiamate Maria, presunte prostitute e tossicodipendenti, e furono sventrate con un oggetto affilato che non era un coltello.

## Indagini
José Sombreireiro, il medico legale accorso sulla scena del primo crimine, disse di non aver mai visto tanta violenza su un corpo nelle circa 4000 autopsie effettuate in oltre 30 anni di carriera. Sulle scene dei crimini non furono ritrovate prove: niente tracce di sangue escluso quello delle vittime, capelli, impronte, impronte digitali. La polizia aveva alcuni sospettati, ma nessuna prova contro di loro.

## Sospettati
Il 30 novembre 2011, la Polizia Giudiziaria portoghese annunciò che aveva riaperto le indagini sullo squartatore di Lisbona. Diciannove anni dopo l'omicidio, un ventunenne di nome Joel Guedes cercò di entrare in un reality show portoghese chiamato Secret Story - A Casa dos Segredos 2. Nello show, i partecipanti rimangono chiusi per 10 settimane dentro una casa, ed ogni partecipante ha un segreto che gli altri devono scoprire. Il segreto che Joel disse di avere era "sono il figlio dello squartatore di Lisbona", che fu identificato nel padre, il quarantaseienne José Pedro Guedes. Questa informazione fece crescere i sospetti della Polizia giudiziaria. Prima del suo arresto, José Guedes aveva confessato dettagli degli omicidi all'edizione online del giornale Sol.
José Guedes è attualmente agli arresti, nonostante non possa essere processato per gli omicidi dello squartatore di Lisbona in quanto prescritti nel 2008. Ciò nonostante, può ancora essere condannato per degli omicidi presumibilmente commessi in Germania, dove si era trasferito, ed altri ad Aveiro, nel 2000.

## Altri crimini
Altre due ragazze ritenute prostitute sono state ritrovate uccise. Ci sono stati inoltre quattro omicidi simili nei Paesi Bassi, in Repubblica Ceca, in Danimarca e in Belgio. Secondo una pista lo squartatore di Lisbona potrebbe essere stato un serial killer attivo a New Bedford, Massachusetts, nel 1988, conosciuto negli Stati Uniti come il New Bedford Highway Killer.